# Закон о беглых рабах (1850)

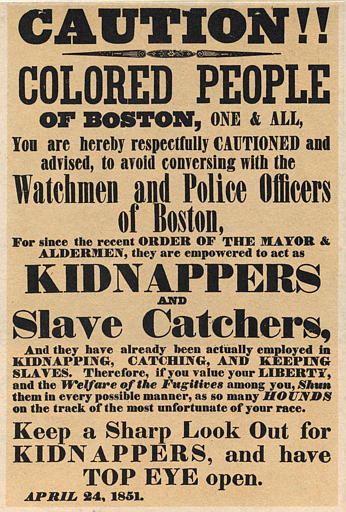
Плакат в Бостоне, предупреждающий чернокожих о действиях полиции, занимающейся поимкой беглых рабов. 24 апреля 1851 года.

Закон о беглых рабах 1850 года в США (англ. Fugitive Slave Law of 1850) был принят 18 сентября 1850 года Конгрессом США. Закон разрешил поиск и задержание беглых рабов на территориях, где рабство было уже отменено.
Закон обязывал население всех штатов активно участвовать в поимке беглых рабов и предусматривал суровое наказание для рабов, тех, кто их укрывал и тех, кто не содействовал поимке раба. Во всех южных и северных штатах учреждались особые уполномоченные по ловле рабов, которым следовало оказывать содействие. Пойманных рабов помещали в тюрьму и под вооружённой охраной возвращали рабовладельцу. Чтобы раб был признан беглым, достаточно было, чтобы любой белый заявил и подтвердил под присягой, что этот негр является бежавшим от него рабом. Принятие закона вынудило многих негров бежать из США в Канаду.
Американские аболиционисты встретили принятие закона критикой, организовав митинги протеста. Американский философ и мыслитель Ральф Эмерсон в своём дневнике отметил: «подумать только, этот грязный закон принят в XIX веке людьми, умеющими читать и писать. Клянусь небом, я не стану выполнять его». В ответ на принятие закона правительства северных штатов начали издавать законы о личной свободе, чтобы защитить рабов и свободных чернокожих на своих территориях.